# Флаг Отрадненского городского поселения
Флаг Отра́дненского городского поселения является официальным символом муниципального образования Отрадненское городское поселение Кировского муниципального района Ленинградской области Российской Федерации и служит знаком единства его населения.
Флаг утверждён 25 октября 2006 года и внесён в Государственный геральдический регистр Российской Федерации с присвоением регистрационного номера 2701.

## Описание
«Флаг муниципального образования Отрадненское городское поселение представляет собой прямоугольное полотнище с отношением ширины флага к длине — 2:3, воспроизводящее композицию герба муниципального образования Отрадненское городское поселение в синем, красном, белом и жёлтом цветах».
Геральдическое описание герба гласит: «В волнообразно рассечённом лазурью и червленью поле, поверх всего — два пониженных серебряных речных якоря (лапами вниз) о четырёх зубцах накрест, сопровождаемые вверху отвлечённым золотым безантом. От безанта отходят шестнадцать отвлечённых золотых фигур, подобных остриям с дугообразно выгнутыми вершинами, остриями в стороны, уложенных попеременно в два сближенных ряда».

## Обоснование символики
Флаг муниципального образования Отрадненское городское поселение составлен на основании герба муниципального образования Отрадненское городское поселение, в соответствии с традициями и правилами вексиллологии и отражает исторические, культурные, социально-экономические, национальные и иные местные традиции.
Золотой безант в окружении шестнадцати отвлечённых золотых фигур, подобных остриям с дугообразно выгнутыми вершинами, остриями в стороны, уложенных попеременно в два сближенных ряда — символ Пеллы — дворцового комплекса Екатерины II.
На месте современного города Отрадного некогда находилось имение Ивана Ивановича Неплюева («мыза Ивановская в Шлиссельбургском уезде, на реках Неве и Тосне, в 31 версте от Санкт-Петербурга»), приобретённое Екатериной II 7 (18) ноября 1784 года для внука Александра. Имение было названо Пелла — в память о древней столице Македонии, где родился Александр Македонский. Екатерина II назвала так местность в память рождения первого «богодарованного ей возлюбленного внука», названного Александром, потому что Александр сын Филиппа Македонского родился в Пелле.
Екатерина поручила И. Е. Старову воздвигнуть великолепный замок, постройка которого продолжалась до 1794 года. К 1787 году относятся слова Екатерины II, по которым можно судить о красоте этого загородного дворцового комплекса: «Все мои загородные дворцы только хижины в сравнении с Пеллой, которая воздвигается как Феникс».
В Пелле императрица работала над своим «Словарем сравнительным всех языков и наречий собранный Высочайшею десницею императрицы Екатерины II в 2 томах» (Он был издан в Санкт-Петербурге в 1780—1787 годах). Великолепный дворец в Пелле впоследствии был разобран по приказу императора Павла I. Весь строительный материал был перевезён в Петербург на постройку Михайловского замка. В 1817 году Пеллу отдали в распоряжение военного ведомства. С 1836 года Ивановская перешла в казённое ведомство, с 1870-х годов стала центром Ивановской волости. В 1785 году издан Указ о строительстве почтовой станции в Пелле. Станция в Пелле стояла на возвышенном берегу реки Святки, окружённая неглубоким рвом, через который были перекинуты мосты. Был сооружён прямоугольный в плане почтовый дворец с комплексом подсобных зданий. Ансамбль существовал до Великой Отечественной войны, после которой главное здание было тщательно обмерено и разобрано, уничтожены баня и кузница.
Сохранившееся смотрительский почтовый и конюшенно-каретный корпуса находятся ныне на территории завода «Пелла» и являются памятниками архитектуры республиканского значения. Они хорошо видны со стороны старинной дороги по левому берегу Невы.
В черту города входит железнодорожная станция Пелла.
Два белых речных якоря о четырёх зубцах накрест символизируют наличие в городе Отрадном речного порта и судостроительного завода, а также географическое расположение города на берегу реки Невы.
Красный цвет символизирует кровь павших здесь советских воинов-героев. Район посёлков Ивановское и Отрадное в 1941—1942 годах был местом кровопролитных боев. Об этих событиях напоминают памятники: в 1965 году в районе деревни Усть-Тосно была установлена мемориальная плита в память погибших в боях в годы Великой Отечественной войны (архитекторы — Ю. М. Клипиков, Л. И. Копыловский, скульптор В. Г. Козенюк), обелиск на берегу Невы близ Усть-Тосно (1944 год, архитекторы К. Л. Йогансен, В. А. Петров), напоминает о подвиге моряков Ладожской флотилии высадившихся здесь в 1942 году, монумент «Невский порог» на рубеже обороны Ленинграда в 1941—1944 гг. (1967 год, проект В. А. Петрова, Ф. Романовского, А. Демы) и построенная в 1990-е годы здесь часовня.
Синий цвет (лазурь) символизирует водные глади Невы, истину, знание, честность, верность и безупречность.
Жёлтый цвет (золото) — верховенство, величие, слава, интеллект, постоянство, справедливость, добродетель, верность, уважение, великолепие.
Белый цвет (серебро) — совершенство, простота, правдивость, благородство, чистота помыслов, невинность, непорочность, мудрость, мир.